# Mosonyi Emil
Mosonyi Emil (született Mahler) (Budapest, 1910. november 10. – Karlsruhe, Németország, 2009. április 24.) Kossuth- és Széchenyi-díjas magyar vízépítő mérnök, a műszaki tudományok kandidátusa (1950), doktora (1952) és a Magyar Tudományos Akadémia rendes tagja.

## Életpályája

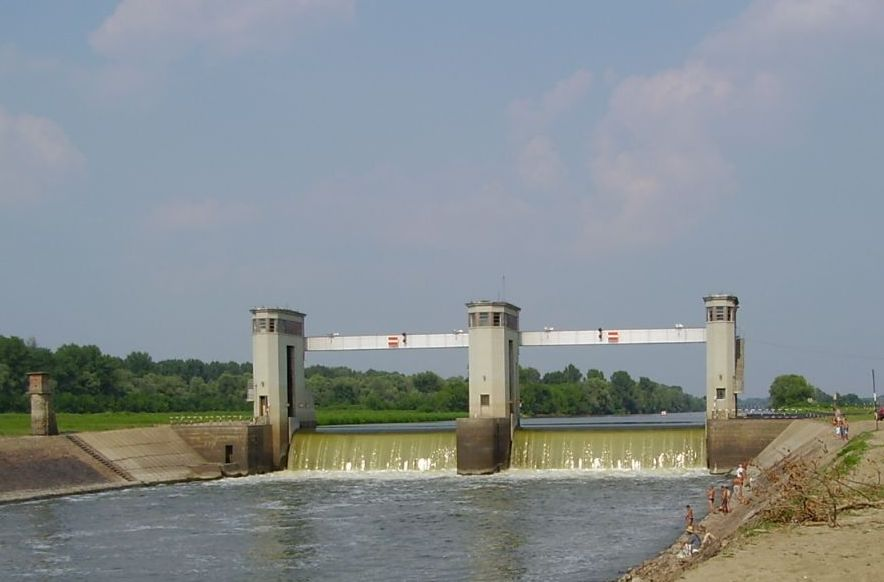
A békésszentandrási duzzasztó

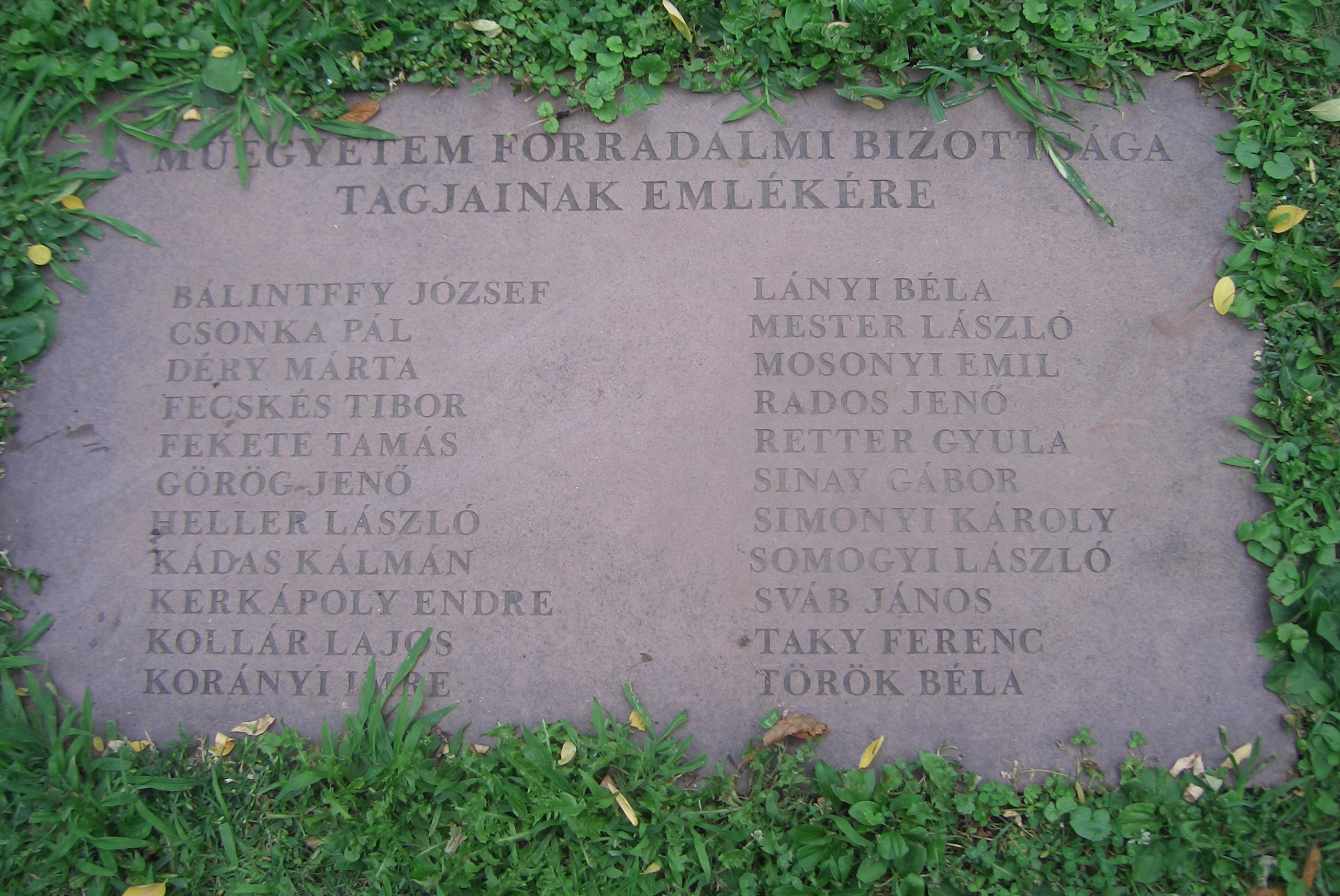
Neve a forradalmi bizottság tagjainak emléktábláján, a Műegyetemen

Budapesten született Mosonyi (Mahler) Emil József (1886–1939) és Riesz Mária (1889–1975) gyermekeként. Tanulmányait a József Nádor Műszaki és Gazdaságtudományi Egyetemen és a Magyaróvári Királyi Gazdasági Akadémián folytatta. 1934–1936 között a József Nádor Műszaki és Gazdaságtudományi Egyetemen tanársegédként kezdte, további pályáját 1942–1948 között az Öntözésügyi Hivatalban, majd Vízerőügyi Hivatalban folytatta.
1937. április 26-án Budapesten házasságot kötött Kardos Magdolna Rozáliával (1907–1962), Kardos Árpád és Szeniczey Katalin lányával.
1948-tól egyetemi előadó és 1953–1957 között tanszékvezető egyetemi tanár a Budapesti Műszaki Egyetemen.
Az 1950-es évektől a dunai vízlépcsőrendszer tervezésének vezetője; a magyar-csehszlovák vízlépcsőrendszer tárgyalások műszaki irányítója volt. A békésszentandrási duzzasztómű építésének fő szakértője, a tiszalöki vízlépcső felelős fő tervezője, majd az építés létesítményi főmérnöke volt. Kezdeményezésére és irányításával dolgozták ki Magyarország első nagytávlatú Vízgazdálkodási Kerettervét, amely nemzetközileg is úttörő munkának számított.
Az 1956-os forradalom idején tagságot vállalt a Budapesti Műszaki Egyetem Oktatóinak Ideiglenes Forradalmi Bizottságában. Emiatt 1957-ben felfüggesztették állásából, de szakértelmét nem nélkülözhették. 1964-ben a Baden-Württembergi kultuszminiszter tanszékvezetőnek hívta meg Karlsruhéba. 1965-ben távollétében elítélték és csak 1990-ben térhetett haza, amikor itthon is számos kitüntetésben részesült.
1964-ben a FAO (Food and Agricultural Organisation), az ENSZ egyik szervezete) kérte fel szakértőnek, Afrikába.
1965-től haláláig a Karlsruhei Műszaki Egyetem egyetemi tanár, a Theodor Rehbock Laboratórium igazgatója, 1984-től professzor emeritus.
A világ minden részében végzett szakértői munkát, elsősorban a vízerőhasznosítás területén és a világ 52 városában tartott előadásokat főként a vízi létesítmények tervezése és építése, illetve üzeme tárgykörében. Kutatásai tették lehetővé a 20. század egyik legnagyobb vízügyi alkotásának, a Majna–Duna-csatorna különleges hajózsilipjeinek korszerű és gazdaságos kialakítását.
Számos egyetemen, tanfolyamon tartott előadásokat, négy külföldi egyetem és a BME tiszteletbeli, illetve díszdoktora. Az Argentin Tudományos Társaság 1963-ban, a Toulous-i Tudományos és Szépirodalmi Akadémia 1969-ben levelező tagjává választotta. Az új-zélandi Aucklandi Egyetem 1993-ban Mosonyi-díjat alapított a „fenntartható vízerő” témában.
Életének fő műve a háromkötetes vízerő-hasznosítási szakkönyve, a Water Power Development, amely az angol mellett magyar és német nyelven is megjelent. Kiemelkedő a mintegy 200 műből álló szakirodalmi tevékenysége.
A Magyar Hidrológiai Társaságnak 1950–1954 között elnöke volt, 1990-től a Társaság tiszteletbeli tagja. Az 1950-es években elnöke volt a Balatoni Intéző Bizottságnak, a Nemzetközi Öntözési és Vízrendezési Szövetség (ICID) Magyar Nemzeti Bizottságának, alelnöke az ICID-nek. Ő és professzor társai 1967-ben megalapították az International Water Resources Association-t (Nemzetközi Vízgazdálkodási Szövetség). 1995-ben alapítója és első elnöke volt az International Hydropower Association-nak (Nemzetközi Vízerőhasznosítási Szövetség).
2009-ben, életének 99. évében hunyt el Németországban.

## Megjelent munkái
- Kisesésű vízierőművek, 1949
- Vízerőhasznosítás I–II., 1952–53
- A tározás hidrológiája és a természetes tározódás jellemzése, 1953
- Korszerű folyami vízierőművek, 1954
- Az országos vízgazdálkodás fejlesztésének lehetőségei, 1955
- Hidraulika, 1955
- Hidraulika és műszaki hidrológia, 1959, 156 o.
- Műszaki földtan: Mérnökgeológia, 1959
- Vízerőművek és víziutak, 1960, 204. o.

## Idegen nyelven megjelent munkái
- Wasserkraftwerke I. Niederdruckanlagen, 1956, 872 o., később átdolgozva: 1966, 1148 o.
- Wasserkraftwerke II. Hochdruckanlagen, Kleinstkraftwerke und Pumpspeicheranlagen, 1959, 1142 o. később átdolgozva 1966, 1148 o.
- Water power development: High-head power plants, midget stations and pumped storage schemes, 1960 és 1987, 1139 o.
- Water power development: Low-head power plants, 1963, 1987, 1061 o.
- Johann Gottfried Tulla. (Ansprachen und Vorträge zur Gedenkfeier und Internationalen Fachtagung über Flussregulierungen aus Anlass des 200. Geburtstages), Theodor-Rehbock-Flusslaboratorium, Karlsruhe, 1970
- Giesecke-Mosonyi: Wasserkraftanlagen, 1997, 623 o.
- Giesecke-Mosonyi: Wasserkraftanlagen, 1998, 730 o.
- Giesecke-Mosonyi: Wasserkraftanlagen, 2003
- Di shui tou shui dian zhan (kínai, a cím magyarul: Kis esésű vízierőművek), 2003, 687 o.
- Gao shui tou shui dian zhan (kínai, a cím magyarul: Nagy esésű vízierőművek) 2003, 679 o.
- Giesecke-Mosonyi: Wasserkraftanlagen, 2005, 830 o.

## Díjai, elismerései
- 1947 – egyetemi doktor
- 1952 – műszaki tudomány doktora
- 1952 – Kossuth-díj
- 1954 – Magyar Tudományos Akadémia levelező tag
- 1991 – Magyar Tudományos Akadémia rendes tag
- 2006 – Széchenyi-díj